# Welitschko Welitschkow
Welitschko Christow Welitschkow (bulgarisch Величко Христов Величков, wiss. Transliteration Veličko Christov Veličkov; * 10. April 1934 in Plewen; † 27. Oktober 1982) war ein bulgarischer Sportschütze.

## Erfolge
Welitschko Welitschkow nahm an vier Olympischen Spielen teil. 1960 belegte er in Rom mit dem Kleinkalibergewehr im liegenden Anschlag den 64. Platz und im Dreistellungskampf den 14. Platz. Bei den Olympischen Spielen 1964 in Tokio erzielte er im liegenden Anschlag 592 Punkte und wurde Zehnter. Im Dreistellungskampf gelangen ihm 1152 Punkte, mit denen er sich hinter Lones Wigger und einen Punkt vor László Hammerl auf dem Silberrang platzierte. Vier Jahre darauf in Mexiko-Stadt schloss er die Konkurrenz im liegenden Anschlag wie schon 1960 auf dem 64. Platz ab.
Seine einzige Medaille bei Weltmeisterschaften sicherte sich Welitschkow 1958 in Moskau, als er mit dem Kleinkalibergewehr Silber im liegenden Anschlag über 50 und 100 m gewann.